# Spodnje Gorje
Spodnje Gorje este o localitate din comuna Gorje, Slovenia, cu o populație de 997 de locuitori.